# Contea di Benton (Tennessee)
La contea di Benton in inglese Benton County è una contea dello Stato del Tennessee, negli Stati Uniti. La popolazione al censimento del 2000 era di 16 537 abitanti. Il capoluogo di contea è Camden.